# 여자 200m 달리기 대한민국 기록 추이
여자 200m 달리기 대한민국 기록 추이는 다음과 같다.
| # | 기록    | 바람  | 차이     | 선수   | 소속     | 날짜         | 대회명                                          | 개최지        | 경기장           | 주석 및 기타    | 동영상 |
|   | 26초 3  |       | - 초     | 한명희 | 진명여고 | 1962. 06. 10 | 제4회 아시안 게임 파견 육상 선수 최종 선발 대회 | 대한민국 서울 | 효창경기장       | 종전기록 26초 4 |        |
|   | 26초 0  |       | - 0.3초  | 박희숙 | 이화여대 | 1963. 6. 16  | 제17회 전국남녀육상경기선수권대회               | 대한민국 서울 | 효창경기장       | [ 2 ]           |        |
|   | 25초 9  |       | - 0.1초  | 한명희 | 진명여고 | 1963. 08. 28 | 한국 대표팀 훈련단 자체 기록회                  | 대한민국 서울 | 효창경기장       | [ 3 ] [ 4 ]     |        |
|   | 25초 0  |       |          | 이경자 | 서울체고 | 1974         |                                                 |               |                  |                 |        |
|   | 24초 3  | -     |          | 모명희 | 인일여고 | 1979. 04. 15 | 아시아 육상 대회 파견 선수 최종 선발전          | 대한민국 서울 | 서울운동장       | 종전 24초 7     |        |
|   | 24초 29 |       |          | 박미선 |          | 1984. 10. 12 | 제65회 전국 체육 대회                           | 대한민국 대구 |                  | 종전 24초 37    |        |
|   | 24초 14 | + 0.0 | - 0.04초 | 박미선 | 한국체대 | 1985. 06. 16 | 제39회 전국 육상 선수권 대회                    | 대한민국 서울 | 올림픽 주경기장  | [ 7 ]           |        |
|   | 24초 03 |       | - 0.11초 | 박미선 | 한국체대 | 1986. 07. 27 | 제7회 비호기 전국 육상 대회                     | 대한민국 서울 | 올림픽 주경기장  | [ 8 ]           |        |
|   | 23초 80 | + 1.3 | - 0.23초 | 박미선 | 한국체대 | 1986. 10. 01 | 제10회 아시안 게임                              | 대한민국 서울 | 올림픽 주경기장  | [ 9 ]           |        |
|   | 23초 69 | - 0.1 | - 1.11초 | 김하나 | 안동시청 | 2009. 10. 21 | 제90회 전국 체육 대회                           | 대한민국 대전 | 한밭 종합 운동장 |                 |        |

## 같이 보기
- 여자 200m 달리기 세계 기록 추이
- 남자 200m 달리기 대한민국 기록 추이
- 남자 200m 달리기 세계 기록 추이